# Agrodiaetus wanensis
Agrodiaetus wanensis är en fjärilsart som beskrevs av Forst. Agrodiaetus wanensis ingår i släktet Agrodiaetus och familjen juvelvingar. Inga underarter finns listade i Catalogue of Life.